# Messanges (Côte-d’Or)
Messanges település Franciaországban, Côte-d’Or megyében. Lakosainak száma 248 fő (2022. január 1.). Messanges L’Étang-Vergy, Meuilley, Segrois, Bévy, Chevannes, Collonges-lès-Bévy és Curtil-Vergy községekkel határos.

## Népesség
A település népességének változása:
| Lakosok száma | 105  | 121  | 173  | 232  | 236  | 237  | 236  | 236  | 240  | 248  |
|               | 1968 | 1982 | 1990 | 2006 | 2013 | 2015 | 2017 | 2019 | 2020 | 2022 |